# Sisymbrium brassiciforme
Sisymbrium brassiciforme là một loài thực vật có hoa trong họ Cải. Loài này được C.A. Mey. miêu tả khoa học đầu tiên năm 1831.